# KPMA
KPMA(대한민국 대중음악 시상식)는 2018년 신설 된 대한민국의 음악 상이다.

## 역대 수상자

### 1회
- 개최 : 2018년 12월 20일 (목요일) 오후 7시 / 킨텍스

| 시상 구분              | 수상자                                                                                              |
| ---------------------- | --------------------------------------------------------------------------------------------------- |
| 가수상                 | 워너원                                                                                              |
| 앨범상                 | 방탄소년단                                                                                          |
| 음원상                 | 트와이스                                                                                            |
| 본상                   | 마마무, 로이킴, 오마이걸, 장덕철, NCT 127, 모모랜드, 비투비, 레드벨벳, 트와이스, 워너원, 방탄소년단 |
| 신인상                 | 더보이즈 (남자), (여자)아이들 (여자)                                                                |
| 올레TV 베스트 아티스트 | 로꼬, 화사                                                                                          |
| 솔로댄스상             | 청하                                                                                                |
| 그룹 댄스상            | 레드벨벳                                                                                            |
| 장르상 힙합부문        | 사이먼 도미닉                                                                                       |
| 장르상 트로트부문      | 태진아 & 강남, 홍진영                                                                               |
| 장르상 OST 부문        | 벤                                                                                                  |
| 장르상 발라드 부문     | 비투비                                                                                              |
| 장르상 R&B 부문        | 어반자카파                                                                                          |
| 장르상 인디 부문       | 숀                                                                                                  |
| 제작자상               | 김시대 (스타쉽엔터테인먼트 대표이사)                                                                |
| 대중연주실연상         | 권병호                                                                                              |
| 대중가창실연상         | 펜타곤                                                                                              |
| 인기상                 | 워너원, EXO                                                                                         |
| 한류공연상             | 슈퍼주니어                                                                                          |
| 땡스투유상             | 조용필                                                                                              |

## 같이 보기
- 엠넷 아시안 뮤직 어워드
- 골든 디스크
- 멜론 뮤직 어워드
- 하이원 서울가요대상
- 써클차트 뮤직 어워즈
- 소리바다 베스트 케이뮤직 어워즈
- 아시아 아티스트 어워즈
- 한국대중음악상